# Laini Taylor
Laini Taylor (Chico, California; 1971) es una escritora de género juvenil de fantasía estadounidense, conocida sobre todo por su serie Hija de humo y hueso.

## Biografía
Tiene un grado de inglés de la UC Berkeley. Actualmente vive en Portland (Oregón), con su marido y su hija.  Siempre quiso ser una escritora, pero fue 35 años después cuando pudo terminar su primera novela.
En 2004 escribió una novela gráfica para Image Comics, Ilustrada por su marido Jim Di Bartolo.  Su primera novela Dreamdark: Blackbringer fue publicada en 2007, la secuela de este fue ganadora de premio Cybil Award de 2009.  Es más conocida por la serie Daughter of Smoke and Bone, novela del género juvenil. El primer libro fue elegido por Amazon como el mejor libro juvenil de 2011, y la secuela, Días de sangre y resplandor, estuvo también en la lista de 2012. Joe Roth se adjunta como productor de una película basada en el primer libro de la serie.